# Меган Туї
Меган Туї (англ. Megan Twohey; (20 століття , Еванстон, Іллінойс ) — американська журналістка, співробітниця New York Times. Проводила розслідування для Рейтер, Чикаго Триб'юн та Milwaukee Journal Sentinel..

## Життєпис
Меган Туї народилася в Еванстоні, штат Іллінойс (США). Вона відвідувала Evanston Township High School та закінчила Джорджтаунський університет у 1998 році. Батьки Туї обоє працювали в ЗМІ; її мати Мері Джейн Туї готувала новини для телебачення, а батько Джон Туї обіймав посаду редактора Чикаго Триб'юн. Туї свою професійну діяльність розпочала в 2016 році в The New York Times. Вона досліджувала податкову історію Дональда Трампа, можливі ділові зв'язки з Росією та його минуле ставлення до жінок. Наразі Меган Туї є постійним автором The New York Times.

## Кар'єра
У журналістському розслідуванні для Twohey Меган Туї викрила лікарів та розкрила таємну підпільну мережу покинутих небажаних прийомних дітей. Її звіти про розслідування призвели до кримінальних вироків і допомогли прийняти нові закони, спрямовані на захист таких категорій суспільства.
У жовтні 2017 році спільно з колегою, Джоді Кантор, опублікувала статтю про Гарві Вайнштайна, в якій детально описувалися десятки випадків сексуального насильства. Понад 80 жінок публічно звинуватили Вайнштайна в сексуальному насильстві або насильстві над ними. Це спричинило звільнення Вайнштайна і допомогло успіху руху #MeToo, який розпочала американська активістка Тарана Берк. У 2018 році New York Times була удостоєна Пулітцерівської премії, Кантор і Туї отримали премію Джорджа Полка і увійшли до списку 100 найвпливовіших людей року за версією журналу Time. У 2019 році журналістки опублікували книгу «Вона сказала» про розслідування справи Вайнштейна, а в 2022 році була екранізована однойменний фільм. 2014 року Туї була фіналісткою Пулітцерівської премії за свої розслідування.
У фільмі «Вона сказала» Туї зіграла британська акторка Кері Малліган.